# Saint-Pierre-d’Eyraud
Saint-Pierre-d’Eyraud település Franciaországban, Dordogne megyében. Lakosainak száma 1801 fő (2022. január 1.). Saint-Pierre-d’Eyraud Fraisse, Saint-Avit-Saint-Nazaire, Le Fleix, Monfaucon, Saint-Georges-Blancaneix, La Force, Lamonzie-Saint-Martin és Gardonne községekkel határos.

## Népesség
A település népessége az elmúlt években az alábbi módon változott:
| Lakosok száma | 1358 | 1366 | 1476 | 1595 | 1762 | 1776 | 1795 | 1811 | 1814 | 1801 |
|               | 1968 | 1982 | 1990 | 2006 | 2013 | 2015 | 2017 | 2019 | 2020 | 2022 |